# Podmornice klase Toti
Klasa Toti je talijanska klasa patrolnih podmornica. Podmornice klase Toti bile su prve podmornice izgrađene nakon rata u Italiji prema vlastitim projektima na navozima nacionalnog brodogradilišta. Prema klasifikaciji te male/obalne podmornice definirane su kao SSK (Submarine Submarine - killer, Sommergibile antisommergibile, lovac na podmornice). Jedinice su izgrađene u Monfalkonu, brodogradilištu s dugogodišnjom tradicijom.

## Opis klase
Klasu su činile četiri jedinice: 
- Enrico Toti (S-506),
- Attilio Bagnolini (S-506),
- Enrico Dandolo (S-513) i
- Lazzaro Mocenigo (S-514).

Za prve dvije podmornice izgradnja je počela 1965., a za iduće dvije 1967. Porinute su u more između 1967./1968., a ušle u operativnu uporabu prema sljedećem: prva 22. siječnja 1968., druga 22. lipnja 1968., treća 29. rujna 1968. i četvrta 11. siječnja 1969. Nakon uvođenja u flotnu listu, od lipnja 1971. organizacijski su činile 2. skupinu podmornica s bazom u Augusti, podstrojenu Zapovjedništvu podmornica u Tarantu.
Bile su potpuno različite od podmornica s kojima je Italija raspolagala tijekom II. svjetskog rata. Korištena su njemačka ratna iskustva iz gradnje podmornica tipa XXIII. Imale su jednostavni čvrsti trup od kvalitetnog čelika (ASERA/Fe S2, srednje debljine 20 mm te graničnog opterećenja od 52 kg/mm2) zatvorenog na prednjem i stražnjem dijelu čvrstim čeličnim kalotama. Pramčani i krmeni dio lakog trupa činile su po dvije sekcije koje su se izvrsno uklapale u cjelinu, spojene na čvrsti trup podmornice.

## Pogon i oprema
Pogonska skupina se temeljila na dva dizel generatora FIAT/BENZ tipa MB 820 N/1, koji su, bilo u površinskoj ili podvodnoj/šnorkel vožnji, punili akumulatorske baterije. U podvodnoj vožnji akumulatori su pokretali pogonski elektromotor MEP (Motore Elettrico di Propulsione - propulzijski elektromotor) Simens, izravno spojen s pogonskom osovinom na kojoj se nalazio propeler s pet nezakretnih krila. Postignuto je znatno smanjenje šuma nastalog fenomenom kavitacije. Dobro projektiranim negativnim tankom (negative tank, cassa negativa); uz povoljan učinak kormila i propelera; koji se nalazio na pramčanoj strani težišta podmornice, postizala se prihvatljiva brzina uronjavanja. Dok su na podmornicama starijih kasa bila tri kormila, (TV- timoni verticale, uspravna kormila, TO AV- timone orizzintale avanti, pramčano vodoravno kormilo za dubinu i TO AD - timone orizzontale addietro, krmeno vodoravno kormilo za dubinu) na klasi Toti bila su dva. Jedno kormilo za smjer (TV) i drugi par za dubinu (TO AD i TO AV). Postojala je mogućnost da jedan kormilar opslužuje sve upravljajući papučicama s kormilom TV. To se u praksi izbjegavalo. Uz nisku razinu šumnosti imala je izvrsne manevarske mogućnosti i "finu osjetljivost" na promjene balasta već od pedeset litara. Bile su to brze/tajnovite jedinice male zamjetljivosti uz dostatnu elektroničku i elektroakustičku opremu.
Bile su:
- prenaoružavane u tri navrata: početno su imale aparate CDF i stara njemačka torpeda G6E i G62EF, američki TDC Mk-3 i torpeda Mk-37, te u završnoj inačici četiri torpedna aparata od 533 mm tipa Whitehead B 516 smještena u pramčanom dijelu, za torpeda Whitehead tipa A 184 (mogućnost ukrcaja dodatnih šest torpeda u pričuvi ili kombinirano s minama tipa MP 80 ili VS SM 600),[1]

- opremljene sa: IPD 64 TFCS (Selenia - integrirani sustav sonara), CCRG SEPA (električna centrala za upravljanje lansiranjem torpeda), SMA 3RM 20A/SMG (navigacijski radar, kasnije zamijenjen s MM/BPS-704), IPD 64 (Selenia Elsag - sonar), MD 64 (Selenia Elsag - sonar), BPR-2 (indikator radarskog signala), ESM MM/BLD 1 (periskop Zeiss).[1]

Na temelju proklamirane radne dubine od 150 metara može se predvidjeti da je uz koeficijent sigurnosti 2 najveća dubina ronjenja bila 300 metara. Nisu imale veliku autonomiju. Bile su projektirane za djelovanje u uskim morima i "obveznim prolazima" s dostatnim protubrodskim i ograničenim protupodmorničkim mogućnostima. Izgradnjom i operativnom uporabom talijanska mornarica i sve institucije koje su sudjelovale u projektiranju i proizvodnji njezinih sklopova došli su do vrijednih iskustvenih pokazatelja koji su im omogućili razna poboljšanja pri projektiranju/izgradnji podmornica klase Sauro. Jedinice klase Toti posljednjih godina operativne uporabe služile su ponajprije za obuku podmorničkog osoblja. Iz službe su povučene u razdoblju od 1991. do 1994. godine.